# Isoko South
Isoko South è una delle venticinque aree a governo locale (local government areas) in cui è suddiviso lo stato di Delta, nella Repubblica Federale della Nigeria.
Si estende su una superficie di 668 chilometri quadrati e conta una popolazione di 235.147 abitanti.